# Ammophila separanda
Ammophila separanda es una especie de avispa del género Ammophila, familia Sphecidae.

## Taxonomía
Fue descrito por primera vez en 1891 por F. Morawitz.